# 논산 고정리 양천허씨정려
논산 고정리 양천허씨정려(論山 高井里 陽川許氏旌閭)는 대한민국 충청남도 논산시에 있는, 김장생의 7대 할머니인 허씨의 정려이다. 1984년 7월 26일 충청남도의 유형문화재 제109호로 지정되었다.

## 같이 보기
- 김장생

## 참고 자료
- 고정리양천허씨정려 - 국가유산청 국가유산포털